# Giv mig een god grund til at være ædru
Giv mig een god grund til at være ædru er en dansk kortfilm fra 1980, der er instrueret af Gunnar Iversen efter manuskript af ham selv, Karen Rotne og Jens Okking.

## Handling
Filmen beskriver situationer fra en formiddag i en mands liv. Denne mand, Per, har problemer, og filmen viser nogle af dem; nemlig de problemer, han som alkoholmisbruger har, efter han har afbrudt behandlingen. Kun i glimt ses Pers positive sider. Filmen forklarer ikke, hvorfor han har alkoholproblemer.